# Schovrim Schtika

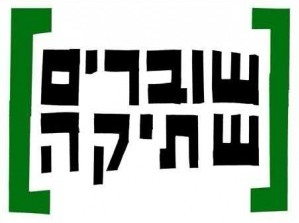
Schovrim Schtika-Logo

Schovrim Schtika (hebräisch שוברים שתיקה deutsch ‚Das Schweigen brechen‘, englisch Breaking the Silence (BtS), Schreibung oft auch in Anlehnung an die englische Umschrift Shovrim Shtika) ist eine politische israelische Nichtregierungsorganisation von ehemaligen und aktiven Soldaten der Israelischen Verteidigungsstreitkräfte (IDF), deren Ziel es nach eigenen Angaben ist, „die israelische Öffentlichkeit mit der Realität des täglichen Lebens in den besetzten Gebieten zu konfrontieren“, indem sie Berichte von Soldaten über ihre Erlebnisse während ihres Dienstes veröffentlicht. Die Organisation wird kritisiert wegen der Nichtüberprüfbarkeit der von ihr erhobenen Vorwürfe und ihrer überwiegenden Finanzierung aus dem Ausland.

## Geschichte
Schovrim Schtika wurde im Februar 2004 von Jehuda Schaul und anderen ehemaligen Soldaten gegründet, um die eigenen Erlebnisse im Besatzungsdienst emotional zu verarbeiten und die israelische wie europäische und amerikanische Öffentlichkeit beispielsweise mit Vorträgen über Aspekte des Besatzungsalltags im Rahmen des Nahostkonflikts aufzuklären.
Hierzu sammelt Schovrim Schtika Aussagen und Dokumente von Soldaten über ihren Besatzungsdienst im Gazastreifen, auf dem Golan und im Westjordanland und bereitet diese für die Öffentlichkeit auf, z. B. auch als Videoclips oder Fotoausstellung. Inhaltlich geht es um mutmaßliche Übergriffe gegen Zivilisten, aber auch um den Arbeitsalltag der Soldaten, z. B. an den Checkpoints, oder die Selbstmordquote im Militär. Laut der Organisation stellen Misshandlungen an Palästinensern, das Plündern sowie die Zerstörung von Eigentum seit Jahren die Norm dar. Das Militär hingegen verweist auf militärische Notwendigkeiten in der Bekämpfung des Terrorismus und vereinzelte Verfehlungen.
Nach der Operation Gegossenes Blei 2008/2009 löste die Organisation mit der Veröffentlichung von Aussagen an der Militäroperation beteiligter Soldaten über kontroverse Anordnungen von Offizieren wie “Shoot and don’t worry about the consequences” eine intensive Diskussion in Israel wie international aus.

## Finanzierung
Die Organisation erhält von einer Reihe staatlicher und nicht staatlicher Organisationen finanzielle Unterstützung, darunter auch christliche Gemeinschaften. Ein Sprecher der israelischen Armee behauptete, dass es sich nicht um eine Nichtregierungsorganisation (NGO) handele, sondern um eine von ausländischen Institutionen geförderte Firma, und der Premierminister Benjamin Netanjahu forderte alle ausländischen Regierungen auf, die Organisation nicht weiter finanziell zu unterstützen.
Das Kabinett Netanjahu VI stellte im Mai 2023 im Rahmen der geplanten Justizreform einen Gesetzesentwurf vor, mit dessen Hilfe israelische NGOs mit einer Steuerquote von 65 Prozent belegt werden. Das Gesetzt zielt vor allem auf Organisationen, die finanziell durch ausländische Institutionen unterstützt werden. Demnach soll jede gemeinnützige Organisation, die sich in einem Zeitraum von zwei Jahren vor oder nach Erhalt einer Spende durch eine ausländische Regierung in der israelischen Öffentlichkeit engagiert, ihren Status als öffentliche Einrichtung verlieren. Dadurch kann sie keine Steuerbefreiungen mehr beantragen und als gemeinnützigen Organisationen wird sie mit einer 65-prozentigen Einkommensteuer belastet. Die deutsche und die US-amerikanische Regierungen zeigten sich besorgt.
Schovrim Schtika gab für 2013 folgende Geldgeber an:
| Name des Geldgebers                                                   | Land                   | Art der Organisation      | Betrag in Schekel (2013) |
| --------------------------------------------------------------------- | ---------------------- | ------------------------- | ------------------------ |
| Europäische Union                                                     | Europaische Union      | Regierungsorganisation    | 422.566                  |
| Misereor                                                              | Deutschland            | christlich (kath.)        | 333.139                  |
| Broederlijk Delen                                                     | Belgien                | christlich (kath.)        | 270.024                  |
| Fondation pro Victimis                                                | Schweiz                | NGO                       | 273.372                  |
| Norwegische Botschaft                                                 | Norwegen               | Regierungsorganisation    | 248.823                  |
| Spanish Agency for International Cooperation (AECID)                  | Spanien                | Regierungsorganisation    | 177.660                  |
| Sigrid Rausing Trust                                                  | Vereinigtes Konigreich | NGO                       | 157.150                  |
| Rockefeller Brothers Fund                                             | Vereinigte Staaten     | NGO                       | 155.980                  |
| Norwegische Botschaft in Tel Aviv                                     | Norwegen               | Regierungsorganisation    | 148.315                  |
| Interchurch Organisation for Development Cooperation (ICCO)           | Niederlande            | christlich (kath.)        | 147.325                  |
| Open Society Institute                                                | Vereinigte Staaten     | NGO                       | 135.740                  |
| Dan Church Aid (DCA)                                                  | Danemark               | christlich (prot.)        | 125.594                  |
| Macmillan Royalties                                                   | ?                      | ?                         | 108.499                  |
| New Israel Fund                                                       | Vereinigte Staaten     | NGO                       | 72.025                   |
| Medico international                                                  | Deutschland            | NGO                       | 50.673                   |
| Foundation for Middle East Peace                                      | Vereinigte Staaten     | NGO                       | 36.185                   |
| Britische Botschaft in Israel                                         | Vereinigtes Konigreich | Regierungsorganisation    |                          |
| Christian Aid                                                         | Vereinigtes Konigreich | christlich                |                          |
| Ford Foundation Israel                                                | Vereinigte Staaten     | NGO (pro palästinensisch) |                          |
| Moriah Fund                                                           | Vereinigte Staaten     | NGO                       |                          |
| Oxfam Vereinigtes Königreich                                          | Vereinigtes Konigreich | NGO (pro palästinensisch) |                          |
| The Sparkplug Foundation                                              | Vereinigte Staaten     | NGO (pro palästinensisch) |                          |
| Steuncomité Israëlische Vredes- en Mensenrechten Organisaties (SIVMO) | Niederlande            | NGO (pro palästinensisch) |                          |
| Trócaire                                                              | Irland                 | christlich (kath.)        |                          |

## Methoden
Die kontroverseste Methode von Schovrim Schtika ist die anonyme Zeugenaussage von Soldaten. Laut den israelischen Streitkräften führten diese Aussagen zu Fehlern bei der Untersuchung von gemeldeten Vorfällen. Schovrim Schtika gibt dagegen an, dass persönliche Berichte von Soldaten für offizielle, unabhängige Untersuchungen zur Verfügung gestellt werden können, solange die Identität der Soldaten nicht öffentlich gemacht wird. Nach Ansicht von Ulrich Schmid, dem Nahost-Korrespondenten der Neuen Zürcher Zeitung, wird im Ausland meist nicht realisiert, welch tiefe Erbitterung in Israel die ansonsten dort weitgehend einflusslose Organisation mit ihren Aktionen auslöst. Sie arbeitet nicht traditionell politisch, sie meidet auch den parlamentarischen und juristischen Weg, sondern nimmt gezielt Einfluss auf ausländische Medien und Regierungen, von denen sie sich dann wiederum Druck auf Israel erhofft.
Die Organisation konzipierte zudem eine aus Fotografien bestehende Wanderausstellung unter dem Titel So haben wir in Gaza gekämpft. Gezeigt werden Fotografien israelischer Soldaten, die sie während ihres Militärdienstes zur Dokumentation ihres Besatzungsalltags machten. Teil des Konzeptes ist, dass zwei ehemalige Soldaten durch die Ausstellung führen. 2012 gastierte sie im Willy-Brandt-Haus in Berlin, 2015 war sie im Kulturhaus Helferei der reformierten Kirchengemeinde Grossmünster in Zürich zu sehen. Dies sowie insbesondere ihre Bezuschussung durch die öffentliche Hand wurde kritisiert. Im Oktober 2015 sollte die Ausstellung im Rahmen zweier Jubiläen in der Kölner Volkshochschule gezeigt werden: dem 50-jährigen Bestehen der diplomatischen Beziehungen zwischen Israel und Deutschland und des 55. Jahrestags des Schüleraustausches der Stadt Köln mit der israelischen Partnerstadt Tel Aviv-Jaffa. Nach einem Protestbrief der israelischen Botschaft wurde die Ausstellung im Juni 2015 vom Kölner Oberbürgermeister Jürgen Roters mit Verweis auf den Kontext der Jubiläumsfeierlichkeiten und ihre nicht kontextualisierte Einseitigkeit abgesagt. Auch mehrere christlich-jüdische Organisationen hatten Bedenken geäußert. Die israelische Botschaft erklärte, es sei nicht um eine Absage der Veranstaltung an sich gegangen, sondern nur bemängelt worden, dass sie unter dem Etikett der Feierlichkeiten lief. Während Kommunalpolitiker für die Absage überwiegend Verständnis äußerten und die Fraktionschefs von SPD und FDP erklärten, es wäre besser gewesen, die Bedenken früher zu prüfen und die Zusage gar nicht erst zu erteilen, protestierten Rupert Neudeck und Moshe Zimmermann gegen eine „haarsträubende Kapitulation Kölns“. Am 16. Juni 2015 kündigte die Stadt Köln an, die Ausstellung im Jahr 2016 „in einem angemessenen Kontext“ präsentieren zu wollen.
Schovrim Schtika organisiert wöchentlich Stadtführungen in Hebron für Israelis, um auf das ihrer Meinung nach dortige Fehlverhalten des Militärs hinzuweisen.

## Kontroversen
Die linksliberale israelische Zeitung Haaretz wies 2009 darauf hin, dass Schovrim Schtika eine „klare politische Agenda“ habe und deshalb nicht länger als Menschenrechtsorganisation bezeichnet werden könne. Eine Organisation, die erkläre, die „das militärische System durchdringende Korruption“ aufdecken zu wollen, sei kein neutraler Beobachter. Die Konsequenzen der militärischen Präsenz im Westjordanland und im Gaza-Streifen aufzuzeigen, scheine Schovrim Schtika wichtiger als die Bekämpfung konkreten Unrechts zu sein, denn die gesammelten Zeugenaussagen seien in strafrechtlichen Ermittlungen kaum verwendbar.
Ein Bericht des israelischen Fernsehmagazins HaMakor aus dem Jahr 2016 analysiert die Arbeit von Schovrim Schtika und stellt deren Glaubwürdigkeit in Frage. Insbesondere hätten sich deren Behauptungen als unhaltbar erwiesen, dass jeder berichtete Vorfall zuvor von wenigstens zwei Zeugen unabhängig voneinander bestätigt und noch nie eine der vorgelegten Zeugenaussagen konkret bestritten worden sei. Vielmehr werde mit teilweise falschen und nicht belegten Zeugenaussagen gearbeitet.
Schovrim-Schtika-Mitgründer Jehuda Schaul behauptete 2016, dass israelische Siedler das Trinkwasser einer palästinensischen Ortschaft vergiftet hätten. Dies wurde als nachweislich unwahr kritisiert.
Aufgrund eines geplanten Treffens des deutschen Außenministers Sigmar Gabriel mit Vertretern von Schovrim Schtika und B’Tselem sagte Ministerpräsident Benjamin Netanjahu ein am gleichen Tag vorgesehenes Treffen mit Gabriel am 25. April 2017 ab. Die Deutsch-Israelische Gesellschaft (DIG) kritisierte Gabriels Verhalten daraufhin. Die Vize-Präsidentin der DIG und stellvertretende Fraktionschefin der Union im Bundestag, Gitta Connemann, warf Gabriel mangelndes Fingerspitzengefühl vor und sagte, sie „vermisse Sorgfalt bei der Auswahl“ der Gesprächspartner. Der frühere israelische Geheimdienstchef Ami Ayalon zeigte sich hingegen fassungslos über das Verhalten Netanjahus: „Breaking the Silence ist der Spiegel, der uns zeigt, was uns auch die Welt sagt“.
Nach Ansicht des israelischen Politologen Gerald Steinberg erhöhte die finanzielle Unterstützung aus dem Ausland für Schovrim Schtika und deren als diffamierend empfundene Darstellung der israelischen Streitkräfte bei der israelischen Bevölkerung die Zustimmung für die damalige konservative Regierung Benjamin Netanjahus.